# Hillbilly Elegy
Hillbilly Elegy és una pel·lícula dramàtica dels Estats Units dirigida per Ron Howard i basada en les memòries del mateix títol de J. D. Vance. Hi actuen Glenn Close, Amy Adams, Gabriel Basso, Haley Bennett i Freida Pinto.
Es va estrenar el 24 de novembre de 2020 a Netflix.

## Sinopsi
Una exploració moderna del somni americà de tres generacions d'una família als Apalatxes.
J.D. Vance (Gabriel Basso), un ex-marine del sud d'Ohio i estudiant de Dret a Yale, està a punt d'aconseguir el treball de la seva vida, però una crisi familiar l'obligarà a tornar a l'entorn que havia intentat oblidar. J.D. haurà de fer front a les complexes relacions amb la seva mare, Bev (Amy Adams), que pateix una persistent addicció a les drogues. Amb els records de la seva àvia, la Mamaw (Glenn Close), la dona forta i llesta que el va criar, J.D. resseguirà les seves vivències en el seu propi viatge personal.

## Repartiment
- Glenn Close: Mamaw (àvia de J.D.Vance)
- Amy Adams: Bev (mare de J.D. Vance)
- Gabriel Basso: J.D.Vance
- Haley Bennett: Lindsay (germana de J.D.Vance)
- Freida Pinto: Usha
- Bo Hopkins: Papaw (avi de J.D.Vance)
- Owen Asztalos : J.D.Vance (jove)
- Jesse C.Boyd : Matt
- Stephen Kunken : Phillip Roseman
- Keong Sim : Ken
- Morgan Gao : Travis
- Ethan Suess : Chris
- Jono Mitchell : Kevin
- Bill Kelly : Oncle Pet
- David Dwyer : Oncle Arch